# Lug (Bilje)
Lug is een plaats in de gemeente Bilje in de Kroatische provincie Osijek-Baranja. De plaats telt 852 inwoners (2001).